# Irak i olympiska sommarspelen 2000
Irak deltog i de olympiska sommarspelen 2000 med en trupp bestående av fyra deltagare, två män och två kvinnor, men ingen av landets deltagare erövrade någon medalj.

## Friidrott
Herrarnas 5 000 meter
- Shihab Houna Murad Murad
  1. Omgång 1 - 14:49.40 (gick inte vidare)

Damernas 5 000 meter
- Maysa Hussein Matrood
  1. Omgång 1 - 17:17.58 (gick inte vidare)